# Obea Moore
Obea Moore (ur. 10 stycznia 1979) – amerykański lekkoatleta, sprinter.

## Osiągnięcia
- 2 złote medale mistrzostw świata juniorów (Sydney 1996, bieg na 400 m & sztafeta 4 x 400 m)

## Rekordy życiowe
- bieg na 400 m - 45,17 (1995) rekord świata kadetów